# Almenara (Minas Gerais)
Almenara is een gemeente in de Braziliaanse deelstaat Minas Gerais. De gemeente telt 38.531 inwoners (schatting 2009).
De plaats is de zetel van het rooms-katholieke bisdom Almenara.

## Aangrenzende gemeenten
De gemeente grenst aan Bandeira, Jacinto, Jequitinhonha, Mata Verde, Pedra Azul en Rubim.

## Geboren in Almenara
- Carlyle Guimarães Cardoso, "Carlyle" (1926-1982), voetballer